# Norman Birnbaum
Norman Birnbaum (* 21. Juli 1926 in New York City, New York; † 4. Januar 2019 in Washington, D.C.) war ein amerikanischer Soziologe, Publizist und politischer Berater. Er war Professor an der Law School der Georgetown University sowie Mitherausgeber von The Nation und der Blätter für deutsche und internationale Politik.

## Leben
Der aus Polen stammende Großvater von Norman Birnbaum war Anstreicher, sein Vater war Lehrer. Sein jüdisches Elternhaus wird als „politisch engagiert“ beschrieben. Birnbaum wurde im New Yorker Stadtteil Harlem geboren, wo er auch aufwuchs. Er studierte an der Universität Harvard und wurde dort in Soziologie promoviert. Birnbaum lehrte in Amherst College, in Oxford und an der London School of Economics, bevor er einem Ruf an die rechtswissenschaftliche Fakultät der Georgetown University folgte.
Seine grundsätzlich kritische Einstellung zur politischen Macht hielt Birnbaum nicht davon ab, neben seiner wissenschaftlichen Arbeit als politischer Berater tätig zu werden. Er arbeitete für Robert und Edward Kennedy, für den Nationalen Sicherheitsrat der USA, für die United Auto Workers sowie für die deutschen Grünen, er unterstützte die Präsidentschaftskampagnen von Edward Kennedy 1980, Jackson, Carter und Cranston, und er war Gründungsmitglied der „Campaign for America's Future“. Birnbaum war auch Vorsitzender des „Policy Advisory Council“ der „New Democratic Coalition“.
Als Publizist war Norman Birnbaum Mitbegründer der New Left Review, er redigierte die Partisan Review und war Mitherausgeber von The Nation und von den Blättern für deutsche und internationale Politik. In deutscher Sprache erschienen zahlreiche Beiträge von ihm in den Blättern, dem Spiegel, der  Tageszeitung oder den NachDenkSeiten. Auch in der spanischen El Pais wurden regelmäßig Beiträge von ihm veröffentlicht. 
In seinen letzten Lebensjahren zog sich Birnbaum in eine Seniorenresidenz in New York City zurück. Seine Memoiren „From the Bronx to Oxford and not quite back“ (dt.: „Von der Bronx nach Oxford und nicht ganz zurück“) erschienen 2018. Der Trend zu rechtsgerichteten politischen Ansichten in Europa und in den USA war ihm Anlass zur Sorge, jedoch nicht zu Pessimismus.
Norman Birnbaum war zweimal verheiratet, mit Nina Apel und mit Edith Kurzweil. Er hatte zwei Töchter: Anna Birnbaum starb 2011, während die 1960 in Oxford geborene Philosophin Antonia Birnbaum in Paris lebt und lehrt.

## Schriften (Auswahl)
- Norman Birnbaum: Die Intellektuellen in der Gegenwärtigen Politik der Vereinigten Staaten. In: Zeitschrift für Politik. Band 2, Nr. 2, 1955, ISSN 0044-3360, S. 118–132, JSTOR:24221021.
- Norman Birnbaum: The sociological study of ideology (1940-60). A trend report and bibliography. Blackwell, Oxford 1960 (englisch).
- Norman Birnbaum: Die Krise der industriellen Gesellschaft. In: edition suhrkamp. Nr. 386. Suhrkamp, Frankfurt am Main 1972 (englisch: The crisis of industrial society. 1969. Übersetzt von Waltraud Stein, Klaus Figge).
- Norman Birnbaum, Gertrud Lenzer: Sociology and religion: A book of readings. Prentice-Hall, Englewood Cliffs, New Jersey 1969, OCLC 851104249 (englisch).
- Norman Birnbaum: Toward a critical sociology. Oxford University Press, New York 1971, ISBN 978-0-19-501502-7 (englisch).
- Norman Birnbaum, Hans Peter Dreitzel: Beyond the crisis. Oxford University Press, London 1977, OCLC 797524878 (englisch).
- Norman Birnbaum: Social structure and the German Reformation (= Dissertations in sociology). Arno Press, New York 1980, ISBN 0-405-12952-1 (englisch, zugl. Diss., Universität Harvard, 1957).
- Norman Birnbaum: West Germany's Flick Affair: Herr Kohl Meets His Watergate. In: The Nation. Nr. 1, 12. Januar 1985, S. 9–12 (zur Flick-Parteispendenaffäre).
- Norman Birnbaum: The radical renewal. The politics of ideas in modern America. Pantheon Books, New York 1988, ISBN 0-394-52315-6 (englisch).
- Norman Birnbaum: How New the New Germany? In: Salmagundi. Nr. 88/89, 1990, ISSN 0036-3529, S. 234–263, JSTOR:40548478. – Norman Birnbaum: How New the New Germany? (Part 2). In: Salmagundi. Nr. 90/91, 1991, ISSN 0036-3529, S. 130–178, JSTOR:40548276. – Norman Birnbaum: Postscript to "How New the New Germany?" In: Salmagundi. Nr. 90/91, 1991, ISSN 0036-3529, S. 292–296, JSTOR:40548295.
- Norman Birnbaum: Searching for the light. Essays on thought and culture. Oxford University Press, New York 1993, ISBN 1-4294-1090-6 (englisch).
- Norman Birnbaum: Nach dem Fortschritt. Vorletzte Anmerkungen zum Sozialismus. Deutsche Verlags-Anstalt, München 2003, ISBN 3-421-05515-7 (englisch: After Prograess. American social reform and European socialism in the twentieth century. 2001. Übersetzt von Suzanne Gangloff, Angela Schumitz).
- Norman Birnbaum: Die große Entzauberung. In: Blätter für deutsche und internationale Politik. 1. Oktober 2018, S. 61–66 (blaetter.de [abgerufen am 28. April 2019]).
- Norman Birnbaum: From the Bronx to Oxford and not quite back. Vellum, Washington, D.C. 2018, ISBN 0-9986433-5-1 (englisch).[6]